# Crioprosopus viridipennis
Crioprosopus viridipennis là một loài bọ cánh cứng trong họ Cerambycidae.